# Apeadeiro de Triana
O Apeadeiro de Triana foi uma interface ferroviária da Linha de Leixões que servia a localidade de Triana, no município de Gondomar, em Portugal.

## História
Este apeadeiro encontrava-se no lanço entre Contumil e Leixões da Linha de Leixões, que abriu à exploração em 18 de Setembro de 1938. O ponto quilométrico deste apeadeiro era 4,395.
Um despacho da Direcção Geral de Caminhos de Ferro de 29 de Abril de 1940, publicado no Diário do Governo n.º 104, II Série, de 6 de Maio, aprovou um projecto de aviso ao público da Companhia dos Caminhos de Ferro Portugueses, sobre o encerramento do Apeadeiro de Triana e a abertura dos Apeadeiros de Rebordãos e Pedrouços da Maia. Em Junho desse ano, o Apeadeiro de Triana já tinha sido encerrado. Um despacho de 7 de Novembro da mesma entidade, publicado no Diário do Governo n.º 263, II Série, de 12 de Novembro, autorizou os projectos de aditamento devido à abertura de uns apeadeiros e o encerramento de outros, incluindo Triana.